# Breeders' Cup Juvenile Turf Sprint
Groupe 1
La Breeders' Cup Juvenile Turf Sprint est l'une des épreuves de la Breeders' Cup. 
Cette course est ouverte aux poulains et pouliches de 2 ans et se déroule sur le gazon sur la distance de 1 000 m ou 1 100 m selon l'hippodrome où se déroule l'édition.
Crée en 2017 puis ajoutée au programme de la Breeders' Cup en 2018, cette épreuve dotée de 1 000 000 $, courue le vendredi, a acquis le statut de groupe 1 en 2022.

## Palmarès
| Année                         | Hippodrome       | Vainqueur         | Pays        | Père             | Jockey            | Entraîneur       | Propriétaire        | Deuxième          | Troisième       | Distance | Temps   |
| ----------------------------- | ---------------- | ----------------- | ----------- | ---------------- | ----------------- | ---------------- | ------------------- | ----------------- | --------------- | -------- | ------- |
| 2024                          | Del Mar          | Magnum Force      | Irlande     | Mehmas           | Colin Keane       | Ger Lyons        | Abdulla Al Khalifa  | Arizona Blaze     | Governor Sam    | 1 000 m  | 0'56"36 |
| 2023                          | Santa Anita Park | Big Evs           | Royaume-Uni | Blue Point       | Tom Marquand      | Michael Appleby  | RP Racing Ltd       | Valiant Force     | Starlust        | 1 000 m  | 0'55"31 |
| 2022                          | Keeneland        | Mischief Magic    | Royaume-Uni | Exceed and Excel | William Buick     | Charlie Appleby  | Godolphin           | Dramatised        | Private Creed   | 1 100 m  | 1'02"41 |
| Éditions labellisées groupe 2 |                  |                   |             |                  |                   |                  |                     |                   |                 |          |         |
| 2021                          | Del Mar          | Twilight Gleaming | États-Unis  | National Defense | Irad Ortiz, Jr.   | Wesley Ward      | Stonestreet Stables | Go Bears Bo       | Kaufymaker      | 1 000 m  | 0'56"24 |
| 2020                          | Keeneland        | Golden Pal        | États-Unis  | Uncle Mo         | Irad Ortiz, Jr.   | Wesley Ward      | Ranlo Investments   | Cowan             | Ubettablieve    | 1 100 m  | 1'02"82 |
| 2019                          | Santa Anita Park | Four Wheel Drive  | États-Unis  | American Pharoah | Irad Ortiz, Jr.   | Wesley Ward      | Breeze Easy, LLC    | Chimney Rock      | Another Miracle | 1 000 m  | 0'55"66 |
| Édition labellisée Listed     |                  |                   |             |                  |                   |                  |                     |                   |                 |          |         |
| 2018                          | Churchill Downs  | Bulletin          | États-Unis  | City Zip         | Javier Castellano | Todd A. Pletcher | WinStar Farm        | Chelsea Cloisters | So Perfect      | 1 100 m  | 1'05"54 |